# Tornyiszentmiklós, Zala
Tornyiszentmiklós  este un sat în districtul Lent, județul Zala, Ungaria, având o populație de 634 de locuitori (2011). 

## Demografie
Componența etnică a satului Tornyiszentmiklós
     Maghiari (95,55%)
     Sloveni (2,14%)
     Germani (1,6%)
     Croați (0,71%)
Componența confesională a satului Tornyiszentmiklós
     Romano-catolici (73,34%)
     Fără religie (6,31%)
     Reformați (1,42%)
     Necunoscută (18,45%)
     Atei (0,47%)
Conform recensământului din 2011, satul Tornyiszentmiklós avea 634 de locuitori. Din punct de vedere etnic, majoritatea locuitorilor (95,55%) erau maghiari, existând și minorități de sloveni (2,14%) și germani (1,6%).  Din punct de vedere confesional, majoritatea locuitorilor (73,34%) erau romano-catolici, existând și minorități de persoane fără religie (6,31%) și reformați (1,42%). Pentru 18,45% din locuitori nu este cunoscută apartenența confesională.